# عزیزم (ترانه اد شیرن)
«عزیزم» (به انگلیسی: Azizam) آهنگی است که توسط خواننده و ترانه‌سرای انگلیسی اد شیرن ضبط شده است و در آوریل ۲۰۲۵، در آلبوم جدید این هنرمند منتشر شد. کلمه «عزیزم» از زبان فارسی سرچشمه گرفته است. این قطعه توسط شیرن، ایلیا سلمان‌زاده، جانی مک‌دید و ساوان کوتچا نوشته و تهیه شده است. این ترانه دارای ضرب‌آهنگ رقص پر جنب و جوش با حال و هوای ایرانی است و چند هنرمند ایرانی و هندی با نواختن سازهایی مانند دف، سنتور، دولسیمر چکشی و لوت در ضبط این اثر مشارکت کرده‌اند.
شیرن در برنامه امشب با اجرای جیمی فلن اعلام کرد که علاوه بر نسخه انگلیسی، نسخه‌ای فارسی از «عزیزم» نیز ضبط شده است.

## بازخورد نقادانه
الکسیس پتریدیس در بررسی «عزیزم» برای گاردین نوشت که این قطعه در نگاه اول به نظر می‌رسد که یک آهنگ غیرتجاری باشد، اما «زمانی که نتیجه نهایی را می‌شنوید، رابطه آن با موسیقی فارسی تقریباً همانند رابطه آهنگ «دختر گالویایی» با آواز سنتی ایرلندی است.» او تأکید کرد که «در بخش همخوانی، ملودی فرعی حال و هوای خاورمیانه‌ای دارد، اما باقی آهنگ کاملاً به سبک آنگلوساکسون است.»

## موزیک ویدیو
در ۴ آوریل ۲۰۲۵، شیرن ویدیوی «Pink Heart Video» از ترانه «عزیزم» را منتشر کرد که توسط لیام پتیک کارگردانی شده بود. این ویدیو عمدتاً در ایالات متحده، طی تبلیغات این تک‌آهنگ در مارس ۲۰۲۵ فیلم‌برداری شده بود.
ویدیوی رسمی این آهنگ در ۱۷ آوریل ۲۰۲۵ منتشر شد. این ویدیو در اواسط فوریه ۲۰۲۵ در لندن جنوبی فیلم‌برداری شد، پس از آنکه شیرن بخش تور کنسرت خود در هندی را به پایان رساند. کارگردان این ویدیو سامان کش، فیلم‌ساز ایرانی-آمریکایی، بود. این ویدیو با تم عروسی ایرانی ساخته شده و ستارگانی چون گوگوش، اندی، امید جلیلی و ایلیا سلمان‌زاده در آن حضور دارند.